# Love in Translation
Love in Translation (รักไม่รู้ภาษา) é uma série de televisão tailandesa de 2023 estrelada por Pittaya Saechua (Daou) e Kantapon Jindataweephol (Offroad).
Dirigida por Phadung Samajarn (Lit) e Worawut Thanamatchaicharoen (Toh) e produzida pelo One31, estreou oficialmente em 19 de agosto de 2023 na One31 e iQIYI, indo ao ar aos sábados às 21h30 IST (9:30pm). Terminou em 7 de outubro de 2023, após 8 episódios.

## Enredo
O empresário chinês Yang (Daou Pittaya) está em busca de uma parceria tailandesa, procurando uma maneira de abrir um negócio. Ele conhece Phumjai (Offroad Kantapon), que tem uma queda pela influenciadora chinesa Tammy (Jam Charuttha). Embora eles não se deem bem, eles precisam fazer uma trégua para seu próprio bem.
Um quer administrar um negócio de sucesso, outro quer conquistar com sucesso uma garota chinesa. Inesperadamente, suas buscas díspares os aproximam.

## Elenco

### Principal
- Pittaya Saechua (Daou) como Yang Yan Feng
- Kantapon Jindataweephol (Offroad) como Phumjai Rawichotpitak

### Recorrente
- Anupart Luangsodsai (Ngern) como Phojai, irmão mais velho de Phumjai
- Chetnipat Lohagarog (Ohm) como Tag Teerayut
- Charuttha Imraporn (Jam) como Tammy
- Samuel Dapradit Akubia (Sam) como Antoine Detslip (O To)
- Preava Bunnag (Faye) como Niraphat Piemphol (Cheer)
- Gongprich Sukittharaphirom (Mackay) como Bowgie Bonita
- Angsana Buranon (Muay) como mãe de Phumjai
- Khunakorn Kirdpan (Co) como pai de Phumjai

### Convidado
- Krittimuk Chanchuen (Geler) (Ep. 4)
- Jeerapat Pimanprom (Pentor) (Ep. 4)